# Viva i romantici
Viva i romantici är det fjärde studioalbumet av den italienska musikgruppen Modà. Det gavs ut den 16 februari 2011 och innehåller 15 låtar. Albumet innehåller bland annat hitsingeln "Arriverà" som framförs tillsammans med sångerskan Emma Marrone.

## Låtlista
| Nr  | Titel                   | Längd |
| --- | ----------------------- | ----- |
| 1.  | Sono già solo           | 3:22  |
| 2.  | Salvami                 | 3:52  |
| 3.  | Tappeto di fragole      | 3:11  |
| 4.  | Come un pittore         | 3:53  |
| 5.  | Vittima                 | 3:22  |
| 6.  | Arriverà                | 3:33  |
| 7.  | La notte                | 3:19  |
| 8.  | Tutto non é niente      | 3:46  |
| 9.  | Timida                  | 3:42  |
| 10. | Viva i romantici        | 4:44  |
| 11. | L'amore é un'altra cosa | 3:44  |
| 12. | Mani inutili            | 3:42  |
| 13. | Arriverà                | 3:33  |
| 14. | Urlo e non mi senti     | 4:16  |
| 15. | Anche stasera           | 5:14  |

"Arriverà" ligger på både spår 6 och 13. Den första versionen framförs tillsammans med sångerskan Emma Marrone. Spår 14 och 15 är liveversioner.

## Listplaceringar
| Lista   | Topplacering |
| ------- | ------------ |
| Italien | 1            |